# Renault Laguna Coupé Concept
En septembre 2007, Renault a présenté un concept car basé sur la Laguna III coupé.

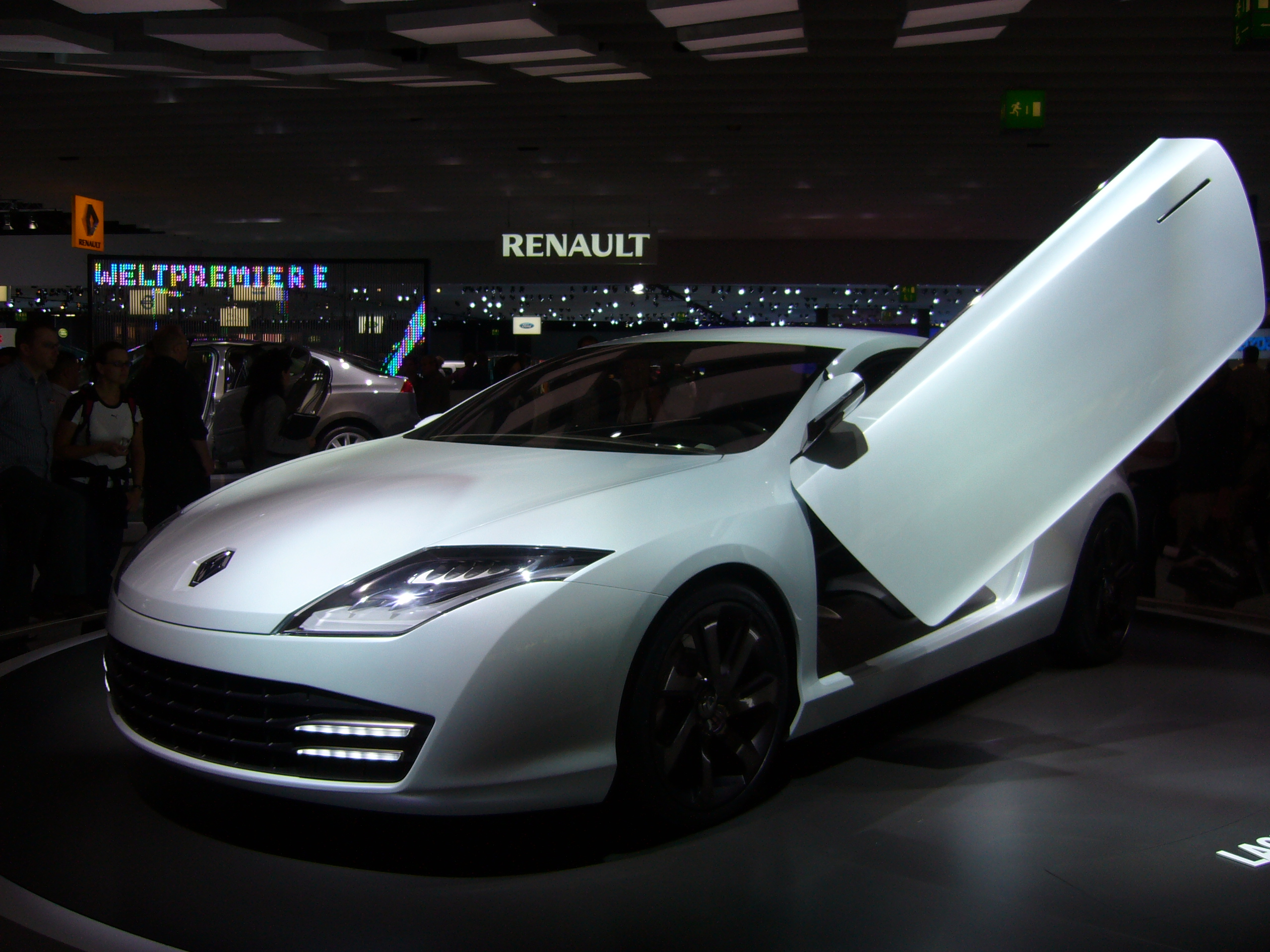
Coupé Renault Laguna III (salon de Francfort 2007)